# Gaius Iulius Severus (Konsul um 138)
Gaius Iulius Severus (vollständige Namensform Gaius Iulius Iuli Quadrati filius Fabia Severus) war ein im 2. Jahrhundert n. Chr. lebender römischer Politiker und Senator. Um das Jahr 138 wurde er zum Suffektkonsul ernannt. Er ist nicht zu verwechseln mit seinem gleichnamigen Sohn, der im Jahr 155 ordentlicher Konsul wurde.

## Leben
Severus stammte aus einem galatischen Königsgeschlecht aus Ancyra, dessen Nachkommen unter Augustus das römische Bürgerrecht und den Gentilnamen Iulius erhalten hatten. Er war in der Tribus Fabia eingeschrieben, wurde wohl um das Jahr 90 geboren und hatte einen Bruder namens Iulius Amyntianus. Seine Ehefrau hieß Claudia Aquillia und sein Sohn war Gaius Iulius Severus, ordentlicher Konsul im Jahr 155. Als sein Sohn den Konsulat bekleidete, lebte Severus wohl noch.
Durch eine Inschrift, die in Ancyra gefunden wurde, sind die lokalen Ämter bekannt, die er bereits in jungen Jahren ausübte. Er war in seiner Heimatstadt Ancyra zunächst Agoranom (ἀγορανόμος), Agonothet (ἀγωνοθέτης) und Archont. Danach wurde er Priester (Flamen) für die vergöttlichten Kaiser (σεβαστοφάντην) und oberster Priester der Provinz Galatia (άρχίερεύς). In der Inschrift wird er darüber hinaus mit dem ehrenvollen πρῶτος Ἑλλήνων bezeichnet.
Aus dieser Inschrift geht auch hervor, dass er römische Truppen im Winter 113/114 versorgte, die auf ihrem Weg in den Osten Ancyra passierten, um am Partherkrieg Trajans teilzunehmen. Dieselbe Großzügigkeit zeigte er dann im Herbst 117, als Teile der Armee auf dem Rückweg in den Westen an Ancyra vorbeizogen. Durch dieses Verhalten dürfte er die Aufmerksamkeit von Hadrian (117–138) erregt haben, der ihn in der Folge (vermutlich nach 123, dem Jahr, in dem der Kaiser Galatien besuchte) in den Senatorenstand aufnahm (adlectio inter tribunicios), was durch zwei weitere Inschriften belegt ist.
Nach seiner Aufnahme in den Senat wurde Severus zunächst Praetor; dies ist durch eine Inschrift belegt, die in Korinth gefunden wurde. Seine weitere Laufbahn lässt sich dann durch die beiden Inschriften aus Ancyra wie folgt rekonstruieren. Seine erste Position war um 130 Legatus pro praetore beim Prokonsul in der Provinz Asia (πρεσβεύσας εν 'Ασία ἐξ ἐπιστολῆς κ[αὶ] κωδικίλλων θεοῦ Ἀδριανοῦ); diese Stellung wurde ihm durch Hadrian anvertraut, während die Legaten normalerweise vom Statthalter der jeweiligen Provinz selbst ausgewählt wurden. Seine Aufgabe bestand u. a. darin, in der Provinz bei Streitigkeiten zwischen verschiedenen Städten zu vermitteln; durch eine Inschrift ist belegt, dass er den Verlauf der Grenze zwischen Dorylaion und einer Nachbarstadt festlegte.
Obwohl Severus zuvor noch keinen Militärdienst geleistet hatte, wurde er im Anschluss Legatus legionis der Legio IIII Scythica, die zu dieser Zeit in der Provinz Syria stationiert war. Sein gleichnamiger Sohn Gaius Iulius Severus ist als Militärtribun (tribunus militum) in derselben Legion belegt; vermutlich begleitete er seinen Vater nach Syrien und wurde dort von ihm zum Tribunen in der Legion ernannt. Als der dortige Statthalter, Gaius Publicius Marcellus, um 132 mit Teilen der in Syria stationierten Truppen in die Provinz Iudaea einmarschierte, um den Bar-Kochba-Aufstand niederzuschlagen, wurde Severus die provisorische Verwaltung von Syria (möglicherweise bis 134/135) übertragen.
Durch das Losverfahren wurde er 133 (bzw. 135) Statthalter (Prokonsul) in der Provinz Achaea. Durch eine Inschrift ist belegt, dass er während seiner Amtszeit Curio und Patron der Tribus Maneia in Korinth wurde. Als Nächstes betraute Hadrian ihn Ende 134 (bzw. 136/137) mit einer besonderen Mission, indem er ihn als Legatus Augusti pro praetore ad corrigendum statum provinciae Ponti et Bithyniae (διορ&ωτής και λογιστής) in die Provinz Pontus et Bithynia entsandte; da ihm das Recht auf fünf Liktoren eingeräumt wurde, war er einem praetorischen Statthalter in einer kaiserlichen Provinz gleichgestellt. Seine Aufgabe war es, die finanziellen und administrativen Angelegenheiten von Städten in der Provinz in Ordnung zu bringen. Laut Cassius Dio (LXIX 14, 4) erledigte er diese Aufgabe so hervorragend, dass er unvergessen blieb.
Danach kehrte Severus nach Rom zurück, um dort als letztes praetorisches Amt für drei Jahre die Verwaltung des Aerarium Saturni zu übernehmen; er dürfte dieses Amt von 135 bis 137 (bzw. von 138 bis 140) ausgeübt haben. Nach Beendigung seiner Tätigkeit erhielt er 138/139 (bzw. 140) ein Suffektkonsulat und wurde im Anschluss für zwei Jahre, von 140 bis 141 (bzw. von 141 bis 142) curator operum publicorum in der Hauptstadt. Während seiner Amtszeit wurde er in das Kollegium der Pontifices aufgenommen.
Als nächstes Amt wurde ihm die Statthalterschaft in der Provinz Germania inferior übertragen; er dürfte dieses Amt für einige Jahre (möglicherweise von 143 bis 150) ausgeübt haben. Sein Sohn begleitete ihn als Kommandeur der Legio XXX Ulpia Victrix in die Provinz. Nach Beendigung dieser Statthalterschaft konnte er sich am Losverfahren um die Verwaltung der beiden höchstrangigen Provinzen beteiligen und wurde Statthalter (Proconsul) in der Provinz Asia; er dürfte dieses Amt vermutlich um 152/153 (bzw. 151/152) ausgeübt haben.
Sowohl Cassius Dio als auch Aelius Aristides beurteilen Severus positiv. Aristides beschreibt ihn wie folgt als gänzlich unbestechlich: man könne eher die Fluten eines Stromes zurückstauen als ihn erkaufen.